# ماجرای پای شیطان
«ماجرای پای شیطان» (به انگلیسی: The Adventure of the Devil's Foot)، یک داستان از ۵۶ داستان کوتاه شرلوک هولمز است که توسط آرتور کانن دویل نوشته شده‌است. این داستان یکی از هشت داستان مجموعه آخرین تعظیم می‌باشد.
دویل «ماجرای پای شیطان» را در رتبه نهم از لیست دوازدهگانهٔ داستان‌های مورد علاقه‌اش از هولمز قرار داد.

## خلاصه داستان
هولمز و دکتر واتسون برای سلامتی هولمز یک بهار به پولدهو در کورن‌وال رفتند اما تعطیلات به وقایع عجیب و غریبی ختم شد. آقای «مورتیمر ترگنیس» ، یک شخص محترم محلی و آقای «راوندهی» کشیش محلی پپش هولمز رفته تا گزارش دهند که دو برادر ترگنیس دیوانه شده‌اند و خواهرش نیز درگذشته است. ترگنیس برای ملاقات آنها به روستا (تردانیک ولاس) رفته بود، با آنها ورق بازی کرده و سپس آنجا را ترک کرده بود. زمانی که صبح به آنجا بازگشته بود، آنها را همچنان در پشت میز در همان جایی که نشسته بودند، یافت. برادرانش «جورج و اوون» در حال آواز خواندن و خندیدن بودند و خواهرش برندا مرده بود. خدمتکار خانه آنها را در همین وضعیت دیده و غش کرده بود. کشیش هنوز آنها را ندیده بود. ترگنیس می‌گوید که به یاد می‌آورد که یکی از برادرانش از پنجره به بیرون نگاه کرده بود و او نیز برگشته و متوجه «تحرکاتی» در بیرون شده بود. او اظهار می‌دارد که این واقعه ترسناک کار شیطان می‌باشد. مورتیمر ترگنیس زمانی از خواهر و برادرانش به دلیل جریان تقسیم فروش تجارت خانوادگی دور نگه داشته شده بود، هرچند او حالا جدا از آنها زندگی می‌کرد اما اصرار داشت که همه او را بخشیده بودند. بنا به حساب دکتری که به آنجا احضار شده بود، شش ساعت از مرگ او می‌گذشت. او همچنین مدتی پس از رسیدن روی یک صندلی افتاد.
هولمز به خانهٔ مورد سؤال می‌رود و به ظاهر از روی بی دقتی پایش به سطل آبیاری خورده و پاهای همه خیس می‌شود. خدمتکار خانه به هولمز می‌گوید که شب هیچ صدایی نشنیده‌است و مخصوصاً این اواخر خانواده شاد و کامیاب بوده‌اند. هولمز بقایای باقی مانده از آتش درون شومینه را بررسی می‌کند. ترگنیس توضیح می‌دهد که شب سرد و نمناکی بود.
پس از آن هولمز پرونده را برای واتسون به این شکل طرح می‌کند:
- تقریباً واضح است که هیچ دلیلی وجود ندارد که این تراژدی را به شیطان نسبت دهیم، در واقع چیزی که اتفاق افتاده تنها می‌تواند کار یک انسان باشد.
- هر چه که بر سر آن افراد آمده، درست پس از ترک کردن ترگنیس اتفاق افتاده، زیرا آنها حرکت نکرده بودند و همه چیز درست در سر جایش بوده.
- مورتیمر ترگنیس با سرعت به خانه کشیش، جایی که در آن زندگی می‌کرد بازگشت (در «حادثه» سطل آبیاری نمونه رد پایی به دست آورده شده بود).
- تنها پیشنهادی که برای توجیه «تحرکات» دیده شده ارائه شد، از سوی مورتیمر ترگنیس بود.
- با توجه به آب و هوا، هر کسی که پشت پنجره ظاهر شده و کاری وحشتناک انجام داده که سریعاً کسی را به قتل برساند، می‌بایست مستقما از پنجره و با پا گذاشتن روی گلها که همچنان دست نخورده بود، وارد می‌شده.
- این شخص پشت پنجره چه کاری می‌توانسته کرده باشد که تا این حد باعث وحشت شده‌است؟

هیچ‌یک از اینها یک مورد ابتدایی به نظر نمی‌رسد، اما خیلی زود سوالات جدید مطرح می‌شود.
دکتر «لئون استرندیل» ، شکارچی و اکتشافگر مشهور پس از اینکه از کشیش تلگرافی از اخبار ناراحت‌کننده دریافت کرد (زیرا ترگنیس پسر عموی استرندیل است)، سفر دریایی خود را به پلیمووث لغو کرد. او از هولمز در مورد شبهاتش می‌پرسد و از اینکه هولمز آنها را بیان نمی‌کند ناراحت می‌گردد. پس از ترک استرندایل، هولمز او را محتاطانه دنبال می‌کند.
صبح پس از اینکه هولمز به اتاقش بازمی‌گردد و ظاهراً از تعقیب استرندایل چیزی دستگیرش نشده بود، کشیش مضطربانه از راه می‌رسد و خبر می‌دهد که مورتیمر ترگنیس به همان شکلی که خواهرش مرده بود، مرده‌است. دو مرد به همراه واتسون با عجله به اتاق مورتیمر رفتند. با وجود اینکه پنجره اتاق باز شده بود هوای اتاق آلوده و ناپاک بود. چراغی روی میز در کنار جسد در حال سوختن بود. هولمز برای آزمایش‌های زیادی که داشت، عجله کرد. پنجره اتاق بالای پلکان به شکل بخصوصی جالب بود. او همچنین مقداری از خاکستر چراغ را نیز برمی‌دارد و داخل یک پاکت نامه می‌گذارد.
هولمز طریقه مرگ قربانیان یا اینکه چگونه قربانیان جنون پیدا کرده و دلیل اینکه پس از اینکه افراد در اتاقهایی که اجساد در آنها بوده، حضور پیدا کرده‌اند، از هوش رفته یا احساس ناخوشی کرده‌اند را استنباط می‌کند. او فرضیه اش را با خرید یک چراغ مشابه چراغی که در اتاق ترگنیس بود آزمایش کرد. او چراغ را روشن کرده و مقداری از «خاکستری» که جمع کرده بود را روی محافظ دود گذاشت. دود حاصل از این پودر به قدری سمی بود که هولمز همان آن می‌افتد. واتسون توانست مقاومت کرده و هولمز را به موقع از اتاق بیرون می‌کشد.
برای هولمز آشکار است که مورتیمر ترگنیس خواهر و برادرانش را مسموم نموده‌است، اما چه کسی مورتیمر را به قتل رسانده‌است؟
دکتر استرندایل کسی است که با جا گذاشتن مدرک فیزیکی از خود در کلیسای محلی به وضوح خود را درگیر می‌نماید. هولمز با استرندایل مواجهه پیدا می‌کند و استرندایل می‌گوید که او سالیان سال است که براندا را دوست داشته (اما به دلیل قوانین ازدواج جاری که به او اجازه طلاق دادن همسرش را هر چند که سالها بود او را ترک کرده بود نمی‌داد، قادر به ازدواج با او نشده بود) و مورتیمر را به خاطر گرفتن انتقام قتل بیرحمانه، کشته‌است.
سم «ردیکس پدیس دیابولی» (در لاتین به معنای «ریشه پای شیطان» است)، که استرندایل از آفریقا از روی کنجکاوی جمع کرده بود. محتویات سمی ریشه گیاه با گرما بخار شده و در هوای اطراف پخش می‌گردد. یک بار او دربارهٔ این مورد و این که این سم قادر به چه چیزهایی است، با مورتیمر صحبت کرده بود و بعداً مورتیمر مقداری از آن را دزدیده و برای قتل خواهر و برادرانش آن را درست قبل از بیرون رفتن، درون آتش ریخته‌است اما استرندایل از توصیفات کشیش در مورد این تراژدی متوجه تأثیرات سم شده و درست در همان لحظه اینکه چه اتفاقی افتاده‌است را استنباط می‌کند.
هولمز در این مورد با استرندایل همدردی کرده و به او می‌گوید که به کارش در آفریقا بازگردد.

## تاریخچه چاپ
«ماجرای پای شیطان» اولین بار در دسامبر ۱۹۱۰ میلادی در بریتانیا در مجله استرند چاپ شد. این داستان در ژانویه و فوریه ۱۹۱۱ میلادی در نسخه آمریکایی مجله استرند در ایالات متحده به چاپ رسید. داستان به همراه هفت تصویر توسط گیلبرت هالیدی در استرند و با هشت اقتباس در نسخه آمریکایی استرند چاپ گردید. اقتباسی دیگر برای چاپ کتاب در دو قسمت مورد نیاز بود. این داستان به سری داستان‌های کوتاه آخرین تعظیم او، در اکتبر ۱۹۱۷ در بریتانیا و ایالات متحده چاپ شد.

## ارجاعات
1. ↑  Temple, Emily (22 May 2018). "The 12 Best Sherlock Holmes Stories, According to Arthur Conan Doyle". Literary Hub. Retrieved 6 January 2019.
2. ↑  Q&A New York Times 2 October 1990 Radix pedis diaboli does not exist in nature.
3. ↑  Smith (2014), p. 167.